# Bab al-Asa
Bab al-Asa (arab. باب العسة; fr. Bab El Assa)  – jedna z 53 gmin w prowincji Tilimsan, w Algierii, znajdująca się w północno-zachodniej części prowincji, około 66 km na zachód od Tilimsan. W 2008 roku gminę zamieszkiwało 10147 osób. Numer statystyczny gminy w Office National des Statistiques d'Algérie to 1318.